# Hans Guggi
Hans Guggi (* 19. August 1959 in Voitsberg, Steiermark) ist ein österreichischer Politiker (ÖVP).

## Leben
Hans Guggi absolvierte zunächst die Pflichtschulen, ehe er im Anschluss eine Ausbildung zum Landwirt genoss. So besuchte er zunächst die landwirtschaftliche Fachschule im Grazer Gemeindebezirk Straßgang und zuletzt die Landwirtschaftliche Fachschule Grottenhof-Hardt in Thal.

## Politik
Ab 1975 war Guggi Mitglied der Steirischen Landjugend, zu deren Landesvorsitzenden er im Jahr 1982 gewählt wurde. 1986 folgte schließlich die Wahl zum Bundesvorsitzenden.
Sein bislang einziges politisches Mandat bekleidete Guggi ab Dezember 1986, als er in Wien als Bundesratsmitglied vereidigt wurde. Er war in dieser Funktion bis Oktober 1991 tätig.